# Oružane snage Švicarske
Oružane snage Švicarske (njem. Schweizer Armee, fra. Armée suisse) službeni je naziv za Švicarsku vojsku koja djeluje na kopnu, u vodi i u zraku. Unutar vojnog sustava Švicarske radi samo 5% profesionalnog vojnog osoblja, dok su ostali vojni ročnici ili volonteri. Švicarska vanjska politika obilježena je dugom povijesti vojne neutralnosti, a Švicarske oružane snage sudjeluju u međunarodnim mirovnim misijama. Švicarska je dio programa "Partnerstvo za mir".
Švicarske djelatne vojne osobe vlastito naoružanje i svu zaduženu vojnu opremu čuvaju kod kuće, a do 2007. godine morali su držati i municiju. Obvezni vojni rok odnosi se na sve muškarce dok je za žene neobavezan (mogu pristupiti ako žele). Muškarci najčešće dobiju poziv u vojnu službu kad navrše 18 godina. Prema statistikama više od dvije trećine muškaraca prođe zdravstvene i psihološke testove za služenje vojnog roka, a za one koji ne prođu postoje drugi načini služenja. Godišnje oko 20 000 osoba prođe vojnu obuku koja traje od između 18 do 21 tjedana (do 2003. vojna služba je trajala 15 tjedana). Ako se netko proglasi nesposobnim za vojnu službu, do 30-te godine plaća dodatnih 3% poreza na dohodak. 22. rujna 2013. održan je referendum o ukidanju obvezne vojne službe, a od 47% glasača njih 73% glasalo je protiv takve odluke.
Velika reforma oružanih snaga dogodila se 2003. godine kada je broj aktivnog vojnog osoblja smanjen s 400 000 na 200 000, a današnji broj vojnika je oko 100 000 - 140 000.

## Povijest
Kopnena sastavnica švicarske vojske potječe od mjesnih kantonskih oružanih snaga stare Konfederacije. Kopnena sastavnica bila je pozivana od švicarskog zakonodavnog tijela ("Tagsatzung") te u slučaju lokalnih nemira unutar kantona. 1815. godine federalnim ugovorom između kantona propisano je kako će svaki kanton oformiti vojni kontigent u omjeru 2% stanovništva, što je u to vrijeme iznosilo prosječno 33 000 ljudi po kantonu. Ustavnim promjenama iz 1848. godine kantonalna vojska ujedinjena je u jednu federalni vojsku, Bundesheer. Ove ustavne promjene onemogućile su pojedinim kantonima da samostalno proglašavaju rat ili potpisuju mirovne ugovore s drugim zemljama, odnosno kapitulacije. 13. članak ustava izričito je branio kantonima uspostavu samostalne stajaće vojske, odnosno kantonima je bilo dozvoljeno imati po 300 vlastitih vojnika neovisnih o federalnom vojnom zapovjedništvu. 18. članak propisivao je obvezu da svaki Švicarac mora služiti vojni rok u federalnoj vojsci ako bude pozvan. 
Prva potpuna mobilizacija dogodila se pod zapovjedništvom Hansa Herzoga tijekom francusko-pruskog rata 1871. godine. 1875. godine vojska je pozvana kako bi ugušila štrajk radnika koji su gradili tunel Gotthard pri čemu su poginula četvorica radnika, a 13 ih je ozlijeđeno. 
19. paragraf revidiranog ustava iz 1874. godine proširio je definiciju federalne vojske, odnosno povećao je broj ljudi koji su mogli služiti u vojsci sa 150 000 na 700 000 (u to je vrijeme Švicarska imala oko 1,5 milijuna stanovnika). 
Švicarski vojni zapovjednik Ulrich Wille posjetio je tijekom 1912. godine određene europske državnike i čelnike, a od svih posjeta posebno se isticao posjed Vilimu II. Nakon toga Wille je postavljen kao vrhovni zapovjednik druge potpune mobilizacije koja se dogodila 1914. godine, u vrijeme kad je započeo Prvi svjetski rat. Švicarska je zadržala neutralnost tijekom cijelog rata. 1918. godine Wille je naredio oružanim snagama da uguše generalni štrajk, a tijekom mobilizacije tri vojnika su poginula, a veći broj preminuo je od španjolske gripe. 1932. godine vojska je pozvana kako bi ugušila antifašističke prosvjede u Ženevi, a vojnici su ubili 13 prosvjednika te ranili njih 65. Ovaj potez izazvao je građansko nepovjerenje u vojsku te su lijevo orijentirani političari pozivali na njen bojkot. Treća potpuna mobilizacija vojske dogodila se tijekom Drugog svjetkog rata pod zapovjedništvom Henrija Guisana, ali je i ovog puta Švicarska ostala neutralna kroz cijeli period rata.
Tijekom 1980-tih i 1990-tih godina nekoliko je puta pokušano smanjiti ulogu, važnost i brojnost vojske, a referendum oko potpunog ukidanja oružanih snaga održan je 26. studenog 1989. godine te nije uspio prikupiti dovoljan broj glasača kako bi ukidanje bilo izglasano. Sličan referendum održan je kratko nakon terorističkih napada u New Yorku 11. rujna 2001. godine, ali 77% glasača glasalo je protiv ukidanja/smanjenja.
2016. godine Federalna skupština Švicarske izglasala je dodanto reduciranje vojnog osoblja, s 140 000 na 100 000, skraćivanje trajanja osnovne vojne obuke s 21 na 18 tjedana. Istim reformama povećala je vojni proračun za 2,4 milijarde švicarskih franaka.
2019. godine pokrenuta je mobilna aplikacija za mlade od 14 do 18 godina koji se planiraju pridružiti švicarskim oružanim snagama. Namjena aplikacije je pomaganje tinejdžerima da dostignu zadovoljavajuću fizičku spremnost prije polaganja testova koji su nužni za ulazak u oružane snage.

## Struktura oružanih snaga
Prema podacima iz 2009. godine vojska je imala 134 886 pripadnika, od kojih je 4230 profesionalaca, a ostalo su volonteri i ročnici. Broj dragovoljnih ročnica iznosio je 1050, a karijernih vojnikinja ima 25% od ukupnog profesionalnog osoblja.
Škole za časnike i dočasnike održavaju se zasebno, a časnici najčešće postaju najbolji ročnici te im se nakon prvih sedam tjedana služenja vojnog roka ponudi časničko školovanje. Dočasnici nakon završetka dočasničke obuke imaju mogućnost da i samo postanu časnici. Unutar vojske trenutno ima 18 506 časnika i 22 650 dočasnika.

### Kopnena vojska
Kopnena vojska podijeljena je na sljedeće brigade i jedinice:
- 1. mehanizirana brigada
  - 1. bojna za zapovjedništvo (fr. Bataillon d'aide au commandement 1)
  - 1. izvidnička bojna (fr. Bataillon d'exploration 1)
  - 12. tenkovska bojna (fr. Bataillon de chars 12)
  - 17. mehanizirana bojna
  - 18. mehanizirana bojna
  - 1. bojna topništva
  - 1. inženjerijska bojna
- 4. mehanizirana brigada
  - 4. bojna za zapovjedništvo
  - 4. izvidnička bojna
  - 5. izvidnička bojna
  - 10. bojna topništva
  - 49. bojna topništva
  - 26. bojna inženjera mosta
- 11. mehanizirana brigada
  - 11. bojna za zapovjedništvo
  - 11. izvidnička bojna
  - 13. tenkovska bojna (njem. Panzerbataillon 13)
  - 14. mehanizirana bojna
  - 29. mehanizirana bojna
  - 16. bojna topništva (njem. Artillerie Abteilung 16)
  - 11. inženjerijska bojna

Kopnena vojska ima još četiri teritorijalne divizija koje služe za lokalne obrambene zadaće:
- 1. teritorijalna divizija u Morgesu
  - 1. stožerna bojna
  - 1. bojna karabinijera (fr. Bataillon de Carabiniers 1)
  - 7. brdska bojna (fr. Bataillon d'infanterie de montagne 7)
  - 13. pješačka bojna
  - 14. bojna karabinijera (fr. Bataillon de Carabiniers 14)
  - 19. pješačka bojna (fr. Bataillon d'infanterie 19)
  - 2. inženjerijska bojna
  - 1. bojna za hitna spašavanja
  - 1. centar za koordiniranje spašavanja
  - Komanda za patroliranje na ledu (fr. Patrouille des Glaciers)
- 2. teritorijalna divizija u Kriensu
  - 2. stožerna bojna
  - 11. pješačka bojna
  - 20. pješačka bojna
  - 56. pješačka bojna
  - 97. pješačka bojna
  - 6. inženjerijska bojna
  - 2. bojna za hitna spašavanja
  - 2. centar za koordiniranje spašavanja
- 3. teritorijalna divizija u Altdorfu
  - 3. stožerna bojna
  - 29. brdska bojna
  - 30. brdska bojna (tal. Battaglione fanteria montagna 30)
  - 48. brdska bojna
  - 91. brdska bojna
  - 9. inženjerijska bojna
  - 3. bojna za hitna spašavanja
  - 3. centar za koordiniranje spašavanja
- 4. teritorijalna divizija u St. Gallenu
  - 4. stožerna bojna
  - 6. brdska bojna (njem. Gebirgsschützenbataillon 6)
  - 61. pješačka bojna
  - 65. pješačka bojna
  - 85. brdska bojna
  - 23. inženjerijska bojna
  - 4. bojna za hitna spašavanja
  - 4. centar za koordiniranje spašavanja

Kopnena vojska raspolaže s 134 glavna borbena tenka Leopard 2, 577 američkih haubica M109, preko 1000 borbenih oklopnih vozila obitelji MOWAG Piranha, 200 borbenih vozila pješaštva Combat Vehicle 90 i nekoliko stotina drugih vozila. 

## Zračne snage
Švicarsko ratno zrakoplovstvo sastoji se ponajprije od neprofesionalnog osoblja i naoružanjem od približno 450 zrakoplova od kojih su neki u službi preko 30 godina (ne mogu se aktivno koristiti). 1996. godine zračne sange Švicarske odvojile su se u posebnu vojnu granu te se od te godine broj zrakoplova smanjio. Švicarska vojska krenula je politikom kreiranja manjem profesionalnog zrakoplovnog kadra koje sada raspolaže s oko 250 zrakoplova koji su za uporabu. 
Primarna snaga borbenog zrakoplovstva sastoji se od 30 F/A-18 Horneta koji su organizirani unutar tri eskadrile te 53 borbena zrakoplova Northrop F-5. 2008. godine borbeni zrakoplovi Hornet došli su do brojke od 50 000 sati leta.
U mirnodopskom vremenu zračne snage ne održavaju 24-satnu pripravnost zbog ograničenog budžeta i osoblja. Do 2020. godine planira se 24-satna operativna spremnost od najmanje 2 borbena zrakoplova. Poteškoće u obrani zračnog prostora karakterizirane su izrazitom brdovitim reljefom Švicarske te relativno maloj širini od maksimalno 348 kilometara koju prosječni komercijalni zrakoplov može preletjeti za 20-ak minuta. 

## Vojno-obavještajni sustav
Švicarska vojska u operativnoj upotrebi ima "Onyx" sustav za prikupljanje obavještajnih podataka. Troškovi ovog sustava nisu javno objavljeni, ali se procjenjuje kako je cijena projekta iznosila oko 100 milijuna švicarskih franaka. Sustav je pokrenut 2000. godine s ciljem nadzora na vojnim i civilnim komunikacijama (pr. mobilne mreže, internet). Izgradnja je završila 2005. godine, a sustav se sastoji od tri glavne baze za presretanje.
U srpnju 2018. godine objavljeno je kako je Švicarska potpisala 200 milijuna dolara vrijedan posao s Izraelskom tvrtkom Elbit Systems koja će im tijekom 2019. godine isporučiti dronove naziva Hermes 900 StarLiner. Dronovi će se osim u vojne svrhe postepeno implementirati unutar civilnog zračnog prometa (nadzor granice, prikupljanje obavještajnih podataka i sl. radnje).

## Sudjelovanje u mirovnim misijama
Švicarska je zauzela položaj trajno neutralne države te ne sudjeluje u oružanim sukobima drugih država. Tijekom godina sudjelovala je u nekoliko mirovnih misija diljem svijeta.
Od 1996. do 2001. vojska je bila prisutna u Bosni i Hercegovini sa središtem u Sarajevu. Švicarski vojnici pružali su logističku i vojnomedicinsku pomoć OSCE-u. U misiji se sudjelovalo od 50 do 55 najboljih vojnika koji su se raspoređivali u turnusima od 6 do 12 mjeseci. Ni jedan vojnik tijekom misije nije ranjen, a u misiji su bili prepoznati po nošenju žutih beretki. 
Švicarska također s 235 vojnika sudjeluje u misiji KFOR gdje pruža potporu u transportu, inženjerstvu, nadzoru, medicini i sl.
Švicarska je dio Komisije neutralnih zemalja za nadzor (" Neutral Nations Supervisory Commission") koja nadzire primirje između Južne i Sjeverne Koreje.
U svibnju 2014. godine helikopteri zračnih snaga Švicarske sudjelovali su operacijama spašavanja i potpore u BiH povodom velikih poplava. Uspješno je spašeno i na sigurno prevezeno 270 civila te dostavljeno preko 100 tona dobara.